# Dūk (ort i Iran)
Dūk (persiska: Pāydūk, دوك) är en ort i Iran.   Den ligger i provinsen Kohgiluyeh och Buyer Ahmad, i den centrala delen av landet, 600 km söder om huvudstaden Teheran. Dūk ligger 517 meter över havet och antalet invånare är 661.
Terrängen runt Dūk är varierad. Dūk ligger nere i en dal. Runt Dūk är det ganska glesbefolkat, med 45 invånare per kvadratkilometer. Dūk är det största samhället i trakten. Omgivningarna runt Dūk är i huvudsak ett öppet busklandskap.